# Depuis toujours
Singles de Louise Attaque
Si c'était hier
(2005) Si l'on marchait jusqu'à demain
(2006)
Pistes de À plus tard crocodile
Nos sourires À l'envers
Depuis toujours est le deuxième single de l'album À plus tard crocodile du groupe de rock français Louise Attaque.

## Charts
| Pays   | Meilleure position |
| ------ | ------------------ |
| France | 41                 |

## Clip
Le clip de Depuis toujours a été réalisé par Henri-Jean Debon[source secondaire souhaitée].